# Smoke This
| Recensione | Giudizio |
| ---------- | -------- |
| AllMusic   |          |

Smoke This è il terzo album in studio del gruppo musicale statunitense Lynch Mob, pubblicato nell'ottobre del 1999. L'edizione europea presenta alcune tracce differenti dalle contemporanee edizioni statunitensi e giapponese.

## Il disco
L'album, quando viene pubblicato, apre un'accesa discussione per decidere a quale genere musicale vada classificato: grunge, rap metal, alternative rock. Tuttavia la polemica si è poi dimostrata fine a sé stessa e non ha giovato in termini di vendite all'album che si è dimostrato un fiasco commerciale.

## Tracce
Edizione Regno Unito (copertina nera)
1. World Spinning Away – 4:20
2. Hype-O (Orgasmic) – 5:40
3. Chromeplated – 5:17
4. Hollow – 6:28
5. Playalistics – 4:30
6. Beg – 4:45
7. Relaxin' in the Land of AZ – 6:09
8. Get It Together – 5:55
9. Indra's Net – 3:57
10. When I Rise – 6:16
11. What Do You Want – 3:48
12. Smoke This – 4:57

Edizione Stati Uniti e Giappone (copertina verde)
1. Chem Geo – 3:57
2. What Do You Want – 3:48
3. Smoke This – 4:57
4. Hollow – 6:28
5. Chromeplated – 5:17
6. Hype-O (Orgasmic) – 5:40
7. Get It Together – 5:55
8. Playalistics – 4:30
9. Into the Fire '99 – 7:22
10. When I Rise – 6:16
11. Freak Attack – 3:25
12. Beg – 4:45
13. Relaxin' in the Land of AZ – 6:09

## Formazione
- George Lynch – chitarra
- Kirk Harper – voce
- Gabe Rozales – basso
- Clancy McCarthy – batteria

Altri musicisti
- Paul Pesco – tastiera, chitarra